# Largo de Santo Agostinho

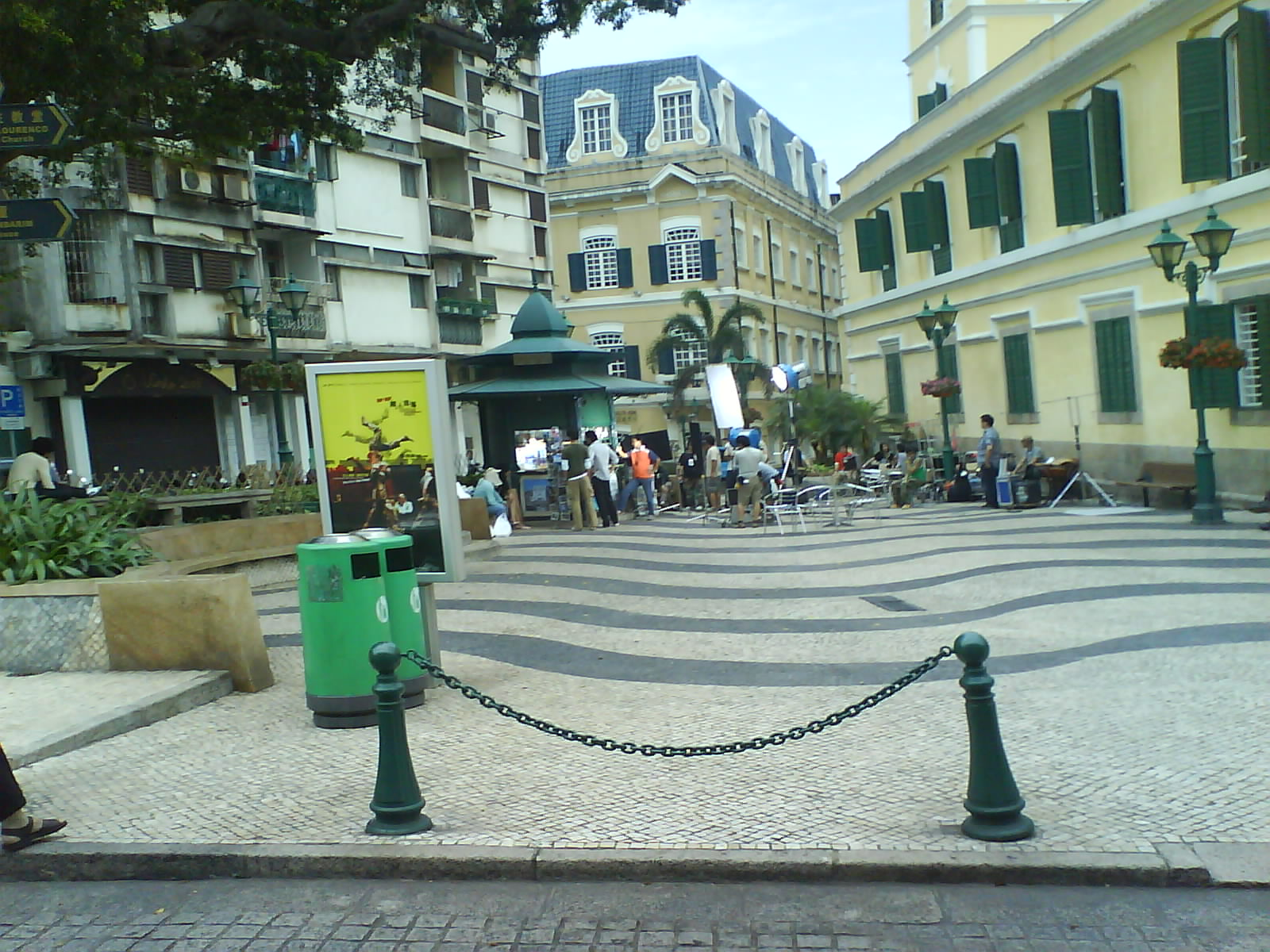
Largo de Santo Agostinho

Largo de Santo Agostinho (Plac św. Augustyna; chiń. trad. 崗頂前地,, pierwotnie 磨盤山) – plac w centrum Makau wpisany na listę światowego dziedzictwa UNESCO. Jest pokryty tradycyjnym portugalskim brukiem (tzw. calçada), utworzonym z importowanych kamieni. Bruk układa się w czarno-biały, falowany wzór.
Przy placu znajduje się kilka zabytkowych budynków m.in. kościół i seminarium św. Józefa, kościół św. Augustyna, biblioteka Sir Roberta Ho Tunga oraz teatr Dom Pedro V, które także widnieją na liście światowego dziedzictwa UNESCO.
Plac został zbudowany w 1591 roku przez hiszpańskich augustianów. W 2005 roku wpisano go na listę światowego dziedzictwa UNESCO, jako część zabytkowego centrum Makau. Każdego roku przez plac przechodzi tradycyjna procesja wielkanocna.